# Banana (canção de Anitta)
"Banana" é uma canção da cantora e compositora brasileira Anitta e da cantora e compositora estadunidense Becky G, incluída no quarto álbum de estúdio de Anitta, Kisses (2019). Foi lançada como single oficial do álbum em 9 de julho de 2019. “Banana” é a segunda faixa do álbum e foi gravada em inglês e espanhol.

## Vídeo musical
Gravado em Miami, o vídeo musical ultrapassou a marca de 11 milhões de acessos nas primeiras semanas, quase 6 vezes mais do que o vídeo de “Você Mentiu”, de Anitta com Caetano Veloso. 

## Apresentações ao vivo
Anitta e Becky G cantaram "Banana" juntas pela primeira vez no Billboard Latin Music Awards 2019 em 25 de abril de 2019.

## Faixas e formatos
| Download digital |                        |                                                                                   |         |  |
| N.º              | Título                 | Compositor(es)                                                                    | Duração |  |
| 1.               | "Banana" (com Becky G) | Ender Thomas Andrés Saavedra Mario Cáceres Sam Sean Supa Dups Tainy Theron Thomas | 2:40    |  |

## Prêmios e indicações
| Ano  | Premiação        | Categoria    | Resultado | Ref.  |
| ---- | ---------------- | ------------ | --------- | ----- |
| 2019 | Prêmios MTV MIAW | Clipe do Ano | Venceu    | [ 2 ] |

## Desempenho nas paradas musicais
| Tabela musical (2019) | Melhor posição |
| --------------------- | -------------- |
| Portugal (AFP)        | 64             |